# Elliptisk kurva
En elliptisk kurva är mängden av punkter {\displaystyle (x,y)} som löser en polynomekvation som har grad två i {\displaystyle y} och grad tre i {\displaystyle x}. Denna ekvation skrivs vanligtvis på formen
{\displaystyle y^{2}=x^{3}+a_{1}x+a_{2}\quad a_{i}\in k,}
där k är en kropp där den elliptiska kurvan är definierad, till exempel reella talen. Samtliga elliptiska kurvor kan skrivas på formen
{\displaystyle y^{2}+a_{1}xy+a_{2}y=x^{3}+a_{3}x^{2}+a_{4}x+a_{5}.}
För att få ekvationen på den enkla formen överst kan man kvadratkomplettera vänsterledet (om karakteristiken av kroppen k är skild från 2), och då får man
{\displaystyle \left(y+{\frac {a_{1}x+a_{2}}{2}}\right)^{2}=x^{3}+a_{3}x^{2}+a_{4}x+a_{5}.}
Variabelbytet
{\displaystyle Y=\left(y+{\frac {a_{1}x+a_{2}}{2}}\right)}
ger 
{\displaystyle Y^{2}=x^{3}+a_{3}x^{2}+a_{4}x+a_{5},}
och för att man skall få en användbar elliptisk kurva (se nedan) får ekvationen inte ha multipla rötter. Med ytterligare ett variabelbyte (om karakteristiken av kroppen k även är skild från 3) kan man skriva ekvationen på formen
{\displaystyle y^{2}=x^{3}+a_{4}x+a_{5}.}
Grafen till denna funktion har två typer av huvudformer beroende på om ekvationen har en reell rot eller tre reella rötter. När ekvationen har tre reella rötter så består grafen av två komponenter, medan den bara har en komponent då ekvationen har en reell rot.
Elliptiska kurvor är inte direkt kopplade till ellipser, men namnet elliptiska kurvor kommer ifrån att de är besläktade med elliptiska integraler. Elliptiska integraler används för att beräkna båglängden på ellipser.
En elliptisk integral kan se ut som följer:
{\displaystyle \int _{z_{1}}^{z_{2}}{\frac {dx}{\sqrt {x^{3}+bx+c}}}}

## Additionslagen
Om man har två givna punkter P och Q på en elliptisk kurva så finns det en punkt R där linjen som går igenom P och Q skär den elliptiska kurvan. Spegelbilden S av R med avseende på {\displaystyle x}-axeln kan användas för att definiera addition av punkter, så att S = P + Q. Om P = Q så är R den punkt där tangentlinjen till den elliptiska kurvan i punkten P 
skär den elliptiska kurvan. Om linjen som går igenom P och Q är parallell med y-axeln så sägs R vara punkten (∞,∞).
Addition definierad på detta sätt är kommutativ eftersom P + Q 
och Q + P ger upphov till samma S. Detta ger också att P + (∞,∞) = P eftersom R i det fallet ligger på linjen som går igenom P och Q, och därmed så blir S samma punkt som P, vilket innebär att (∞,∞) är nollelementet. Det går även att visa att operationen är associativ. Man brukar kalla (∞,∞) för 0 på en elliptisk kurva. Den additiva inversen -P till punkten P är punktens spegelbild i {\displaystyle x}-axeln eftersom detta gör att P + (-P) = (∞,∞) = 0.

## Användningsområden för elliptiska kurvor
Tack vare additionslagen så är elliptiska kurvor väldigt effektiva att använda vid faktorisering av heltal.
Man kan också använda elliptiska kurvor för Elliptisk-kurv-kryptografi.